# 米良
米良是巴西塞阿拉州的一个市镇。总面积502.036平方公里，总人口14012人，人口密度27.9人/平方公里。